# Corolla ovata
Corolla ovata is een slakkensoort uit de familie van de Cymbuliidae. De wetenschappelijke naam van de soort is voor het eerst geldig gepubliceerd in 1833 door Quoy & Gaimard.